# Веља Горана
Веља Горана је насеље у општини Бар у Црној Гори. Према попису из 2003. било је 386 становника (према попису из 1991. било је 515 становника).

## Демографија
У насељу Веља Горана живи 321 пунолетни становник, а просечна старост становништва износи 43,1 година (42,1 код мушкараца и 44,2 код жена). У насељу има 98 домаћинстава, а просечан број чланова по домаћинству је 3,94.
Становништво у овом насељу веома је хетерогено, а у последња три пописа, примећен је пад у броју становника.
|  |

| Демографија | Демографија | Демографија |
| Година      | Становника  | Становника  |
| ----------- | ----------- | ----------- |
|             |             |             |
|             |             |             |
|             |             |             |
|             |             |             |
| 1948.       | 478         |             |
| 1953.       | 511         |             |
| 1961.       | 548         |             |
| 1971.       | 567         |             |
| 1981.       | 602         |             |
| 1991.       | 515         | 450         |
| 2003.       | 466         | 386         |
|             |             |             |

| Етнички састав према попису из 2003.‍ | Етнички састав према попису из 2003.‍ | Етнички састав према попису из 2003.‍ | Етнички састав према попису из 2003.‍ | Етнички састав према попису из 2003.‍ |
| ------------------------------------ | ------------------------------------ | ------------------------------------ | ------------------------------------ | ------------------------------------ |
|                                      |                                      |                                      |                                      |                                      |
| Муслимани                            | Муслимани                            |                                      | 226                                  | 58,54%                               |
| Црногорци                            | Црногорци                            |                                      | 126                                  | 32,64%                               |
| Албанци                              | Албанци                              |                                      | 11                                   | 2,84%                                |
| Бошњаци                              | Бошњаци                              |                                      | 1                                    | 0,25%                                |
| непознато                            | непознато                            |                                      | 8                                    | 2,07%                                |

| Година пописа     | 1948. | 1953. | 1961. | 1971. | 1981. | 1991. | 2003. |
| ----------------- | ----- | ----- | ----- | ----- | ----- | ----- | ----- |
| Број домаћинстава | 84    | 89    | 111   | 119   | 135   | 128   | 105   |

| Број чланова      | 1  | 2 | 3  | 4  | 5  | 6  | 7  | 8 | 9 | 10 и више | Просек |
| ----------------- | -- | - | -- | -- | -- | -- | -- | - | - | --------- | ------ |
| Број домаћинстава | 98 | 7 | 12 | 20 | 25 | 16 | 13 | 3 | 2 | 0         | 0      |

| Пол    | Укупно | Неожењен/Неудата | Ожењен/Удата | Удовац/Удовица | Разведен/Разведена | Непознато |
| ------ | ------ | ---------------- | ------------ | -------------- | ------------------ | --------- |
| Мушки  | 175    | 47               | 115          | 12             | 1                  | 0         |
| Женски | 155    | 17               | 115          | 22             | 0                  | 1         |
| УКУПНО | 330    | 64               | 230          | 34             | 1                  | 1         |

| Пол    | Укупно                    | Пољопривреда, лов и шумарство | Рибарство                            | Вађење руде и камена | Прерађивачка индустрија       |
| ------ | ------------------------- | ----------------------------- | ------------------------------------ | -------------------- | ----------------------------- |
| Мушки  | 73                        | 6                             | 0                                    | 0                    | 1                             |
| Женски | 10                        | 0                             | 0                                    | 0                    | 1                             |
| УКУПНО | 83                        | 6                             | 0                                    | 0                    | 2                             |
| Пол    | Производња и снабдевање   | Грађевинарство                | Трговина                             | Хотели и ресторани   | Саобраћај, складиштење и везе |
| Мушки  | 2                         | 1                             | 6                                    | 2                    | 41                            |
| Женски | 0                         | 0                             | 4                                    | 1                    | 2                             |
| УКУПНО | 2                         | 1                             | 10                                   | 3                    | 43                            |
| Пол    | Финансијско посредовање   | Некретнине                    | Државна управа и одбрана             | Образовање           | Здравствени и социјални рад   |
| Мушки  | 0                         | 2                             | 4                                    | 2                    | 0                             |
| Женски | 0                         | 0                             | 0                                    | 1                    | 1                             |
| УКУПНО | 0                         | 2                             | 4                                    | 3                    | 1                             |
| Пол    | Остале услужне активности | Приватна домаћинства          | Екстериторијалне организације и тела | Непознато            | Непознато                     |
| Мушки  | 1                         | 0                             | 0                                    | 5                    | 5                             |
| Женски | 0                         | 0                             | 0                                    | 0                    | 0                             |
| УКУПНО | 1                         | 0                             | 0                                    | 5                    | 5                             |